# Elfriede Lohse-Wächtler
Elfriede Lohse-Wächtler, nata Anna Frieda Wächtler (Dresda, 4 dicembre 1899 – Pirna, 31 luglio 1940), è stata una pittrice tedesca.
Aderente al movimento espressionista, le sue opere vennero bandite nella Germania nazista come "arte degenerata", e alcune furono distrutte. Colpita da una malattia mentale, venne internata ed infine uccisa nell'istituto psichiatrico nel castello di Sonnenstein a Pirna, come previsto dall'Aktion T4, il programma nazista di eutanasia. Dal 2000, un centro per la memoria del programma T4 commemora la sua vita e il suo lavoro in una mostra permanente.

## Biografia

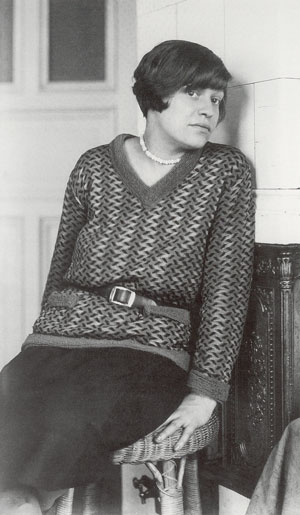
Ritratto davanti alla stufa di maiolica (1928 circa)

Elfriede Lohse-Wächtler crebbe in una famiglia del ceto medio che lasciò sedicenne per studiare alla scuola d'arte reale di Dresda dal 1915 al 1918 (prima nella sezione moda, poi, dal 1916, in quella per la grafica applicata). Dal 1916 al 1919 frequentò anche i corsi di disegno e pittura presso l'Accademia di belle arti di Dresda. Entrò in contatto con il gruppo della Secessione di Dresda nel 1919 e fu accolta nella cerchia di amici che gravitava attorno a Otto Dix, Otto Griebel e Conrad Felixmüller.  A quel tempo si guadagnava da vivere realizzando batik, cartoline e illustrazioni in una stanza che aveva affittato nello studio di Felixmüller, vicino al centro cittadino.
Nel giugno 1921 si sposò con il pittore e cantante Kurt Lohse, e con lui si trasferì a Görlitz nel 1922 e, successivamente, ad Amburgo nel 1925. Il matrimonio fu problematico e la coppia si separò più volte. Nel 1926 Elfriede Lohse-Wächtler si associò alla Federazione delle artiste e degli amanti dell'arte di Amburgo. Nel 1928 partecipò a diverse mostre della Nuova Oggettività ed entrò nell'Associazione degli artisti di Amburgo.

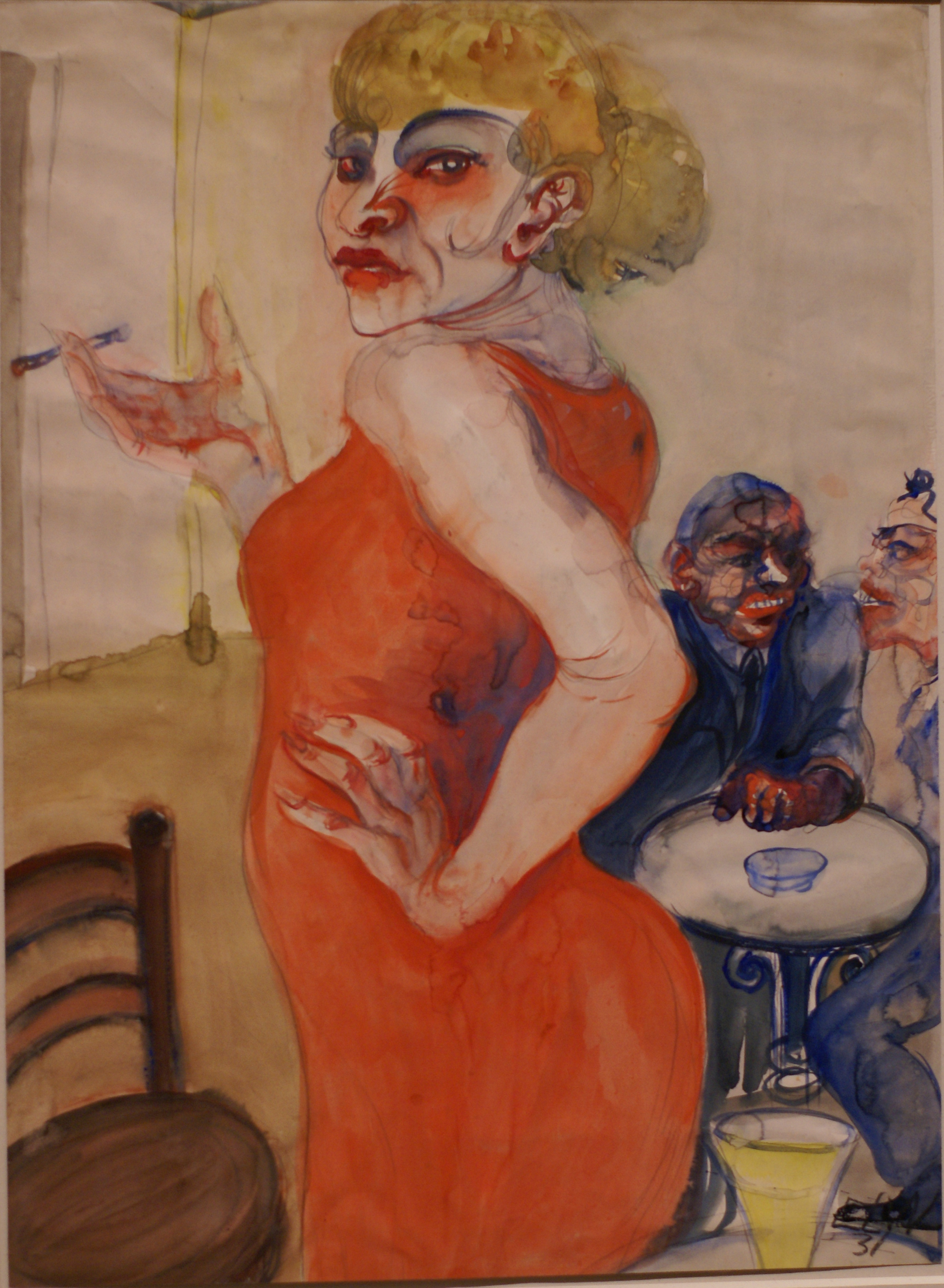
Lissy, 1931, tempera su carta

Nel 1929 ebbe un esaurimento nervoso a causa delle difficoltà finanziarie e degli attriti nella coppia e venne ricoverata nell'istituto psichiatrico di Friedrichsberg, ad Amburgo. Durante i due mesi di degenza dipinse le Teste di Friedrichsberg, un ciclo di circa 60 disegni a pastelli, prevalentemente ritratti di altri pazienti. Dopo la guarigione e la definitiva separazione da Kurt Lohse, visse un periodo molto creativo. Dipinse numerose immagini del porto di Amburgo: scene di vita dell'ambiente operaio e delle prostitute locali, oltre ad una serie di autoritratti impietosi. Tuttavia, nonostante alcune mostre, qualche vendita e piccole sovvenzioni, dovette vivere in una condizione di estrema povertà.
A causa del perdurare delle difficoltà economiche unite al crescente isolamento sociale, entro la metà del 1931 tornò a Dresda, nella casa dei genitori. Ma qui la sua condizione mentale peggiorò e, nel 1932, suo padre la fece ricoverare nel manicomio statale di Arnsdorf, dove le fu diagnosticata la schizofrenia. Tra il 1932 e il 1935 mantenne ancora un'attività creativa, disegnando ritratti e realizzando oggetti artistici. Nel maggio 1935 ottenne il divorzio da Kurt Lohse e successivamente fu dichiarata giuridicamente inabile per effetto di una "follia incurabile".
Il rifiuto di acconsentire alla sterilizzazione le costò l'interdizione a uscire dall'ospedale. Sterilizzazione chirurgica che comunque, nel dicembre 1935, in base alle politiche eugenetiche naziste, le fu praticata forzosamente nell'ospedale femminile di Dresda-Friedrichstadt. Dopo questo traumatico intervento non dipinse mai più. Nel 1940 fu deportata nell'istituto psichiatrico di Pirna-Sonnenstein, dove, il 31 luglio, fu uccisa. In questo castello la maggior parte dei degenti veniva eliminato come previsto dal programma di "eutanasia" nazista Azione T4. La causa ufficiale della morte fu ufficialmente mascherata come "polmonite con insufficienza miocardica". In questo sanatorio, prima noto per le sue tradizioni umanitarie, tra il 1940 e il 1941, un totale di 13 720 persone, principalmente malati di mente o disabili, vennero gasati dai nazisti.

## Opere

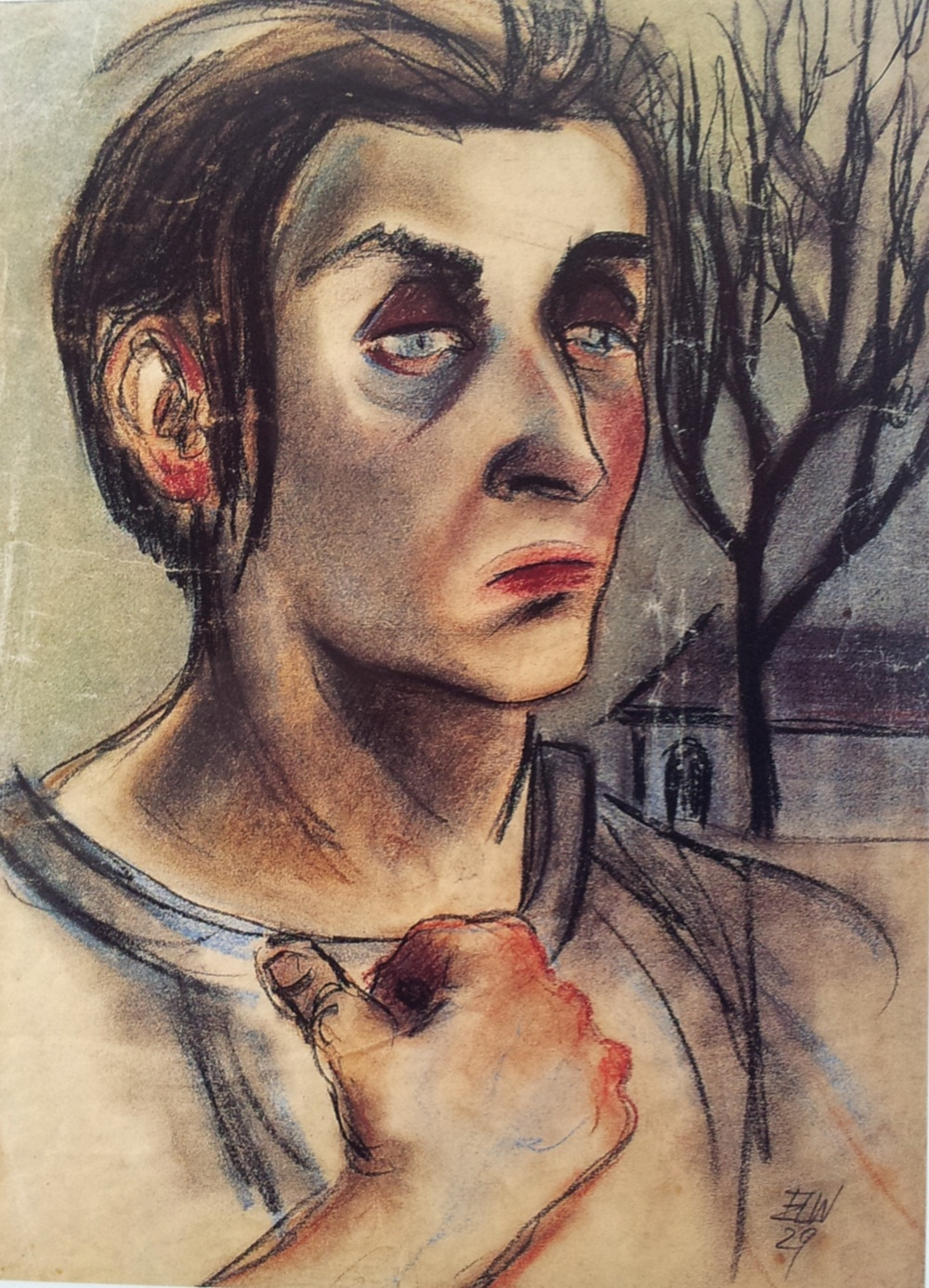
Una paziente (Donna con paesaggio), 1929, pastelli su carta, 38,5x29 cm, dalla serie Teste di Friedrichsberg.

Il suo periodo più fecondo fu durante il soggiorno ad Amburgo e tra il 1927 e il 1931 dipinse alcune delle sue opere principali. I ritratti di malati di mente che disegnò ad Amburgo-Friedrichsberg (1929) e ad Arnsdorf (1932–1935) hanno suscitato particolare interesse.
I nazisti, durante la loro campagna contro l'"arte degenerata", confiscarono nove delle sue opere nel museo d'arte Hamburger Kunsthalle e nel Museo Altonaer e, probabilmente, le distrussero nel 1937; lo stesso destino ebbe gran parte dei suoi dipinti realizzati a Arnsdorf.

## Eredità
La riscoperta e un rinnovato interesse per la Lohse-Wächtler ebbero inizio con l'esposizione di alcuni suoi dipinti a Reinbek, nei pressi di Amburgo. Nel 1994 è stata fondata un'associazione per la promozione delle sue opere, la Förderkreis Elfriede Lohse-Wächtler. Nel 1996 venne pubblicata la prima monografia sulla sua opera. Questa e le successive mostre a Dresda, Amburgo-Altona e Aschaffenburg hanno determinato l'inizio di una maggiore considerazione dell'opera dell'artista e del un più attento ricordo del suo destino.
Nel 1999 è stata eretta una stele in sua memoria presso l'ospedale di Arnsdorf e le è stato intitolato un reparto. Nel 2005 le è stata dedicata una strada a Pirna-Sonnensteine e dal 2008 anche una strada di Arnsdorf porta il suo nome. Nell'ex ospedale di Friedrichsberg (Amburgo-Barmbek-Süd), nel 2004 è stato allestito per lei un roseto con una targa commemorativa e, nella vicina area di espansione, è stato dato il suo nome anche a un'altra strada.

## Mostre
Alcune delle esposizioni postume più rilevanti sull'opera di Elfriede Lohse-Wächtler:
- 1991: Castello di Reinbek vicino ad Amburgo
- 1997: Galleria Finckenstein, Dresda
- 1999: Museo della città di Dresda , Museo Altonaer ad Amburgo e Galleria municipale della città di Aschaffenburg
- 2002: Galleria Kunsthandel & Edition Fischer, Berlino
- 2003: Museo della città di Pirna
- 2004: Collezione Prinzhorn, Heidelberg
- 2005: Rappresentanza del Libero Stato di Sassonia presso il governo federale, Berlino
- 2008/2009: Museo Zeppelin , Friedrichshafen/Lago di Costanza e Museo Paula Modersohn-Becker, Brema: Elfriede Lohse-Wächtler. 1899-1940
- 11 luglio - 10 ottobre 2010: Käthe-Kollwitz-Haus, Moritzburg (vicino a Dresda): acquerelli e disegni
- 2013/2014: Museo Edwin Scharff, Neu-Ulm
- 2017: Museo d'arte di Solingen (Centro per le arti perseguitate)